# برامج تحت رخصة جنو أفيرو العمومية (قائمة)
هذه قائمة غير كاملة من البرامج المرخصة بموجب رخصة جنو أفيرو العمومية (GNU AGPL) .
- منصة Akvo - منصة بيانات لأهداف التنمية المستدامة وتتبع التنمية الدولية.
- الافيتيلي Alaveteli
- Ampache - تطبيق بث الصوت / الفيديو المستند إلى الويب.
- أنكي - إصدار سطح المكتب تحت GNU AGPL ،و إصدار Android تحت GPLv3.0 [1]
- باكولا Bacula
- بيديتا 3 مفتوح BEdita 3 Open
- قاعدة بيانات بيركيلي - قاعدة بيانات قاعدة البيانات غير العلائقية من b-tree تم تطويرها بواسطة أوراكل ، ترخيص مفتوح المصدر خاضع لـ GNU AGPL [2]
- Bitwarden خدمة إدارة كلمة مرور - رمز خادم .
- Booktype - منصة إنتاج الكتب عبر الإنترنت.
- سيفيكرم
- CKAN - نظام إدارة البيانات
- Co-Ment - شرح نصي عبر الإنترنت وكتابة تعاونية
- دياسبورا (شبكة تواصل اجتماعي)
- إيديكس
- Evercam - برنامج إدارة كاميرا.
- Feng Office Community Edition
- FreeJ
- FreePBX
- Frei0r
- Friendica
- Genenetwork
- جينود - إطار نظام تشغيل مستند إلى MicroKernel
- Ghostscript
- Gitorious
- غلوباليكس
- GNUnet - مكدس شبكة نظير إلى نظير مجهول يشبه الإنترنت
- جرافانا
- جرافانا تيمبو
- جرافانا لوكي
- Humhub - برنامج شبكات اجتماعية
- Instructure-Canvas
- iText
- كون Kune (software) - شبكة اجتماعية تعاونية
- لانشباد
- خادم أتمتة الراديو LibreTime.[3]
- libbitcoin .[3]
- ليشيس
- logseq [4] - برنامج إدارة المعرفة
- Loomio
- ماستودون (برنامج)
- Mattermost
- MediaGoblin
- عقول (شبكة اجتماعية)
- MinIO[5]
- مونغو دي بي - حتى أواخر عام 2018 ، عندما تحولوا [6] إلى SSPL.
- MuPDF - قارئ pdf خفيف الوزن وعالي الجودة تم تطويره بواسطة Artifex Software Inc
- naeon[7]
- Nextcloud - برنامج سحابي خاص
- Nightscout
- OnlyOffice - مجموعة برامج مكتبية مجانية متوافقة مع MS Office
- أوبا - لغة برمجة تطبيقات الويب.
- OpenBroadcaster
- OpenBTS
- OpenCog
- المكتبة المفتوحة
- OpenRemote - برنامج IoT Middleware
- أو تي آر إس
- ownCloud
- PeerTube
- pikopixel - محرر فن البكسل.[8]
- Plausible.io
- POV-Ray
- Pretix
- Proxmox Virtual Environment - منصة إدارة افتراضية للخادم
- Public Whip
- رابيدماينر - مجموعة تنقيب عن البيانات ، تم إصدار الإصدارات القديمة تحت AGPL
- آر ستوديو
- ScyllaDB [9] على غرار كاساندرا مع - NoSQL DB
- Seafile
- سوركس
- SecureDrop
- Seeks
- Servoy
- سيجنال
- سناب! (لغة برمجة)
- snyk.io
- Sones GraphDB
- StatusNet
- ستيت
- SugarCRM (إصدار المجتمع)
- خادم واكاندا
- ويكيدوت
- Wiki.js [10] - تطبيق ويكي مبني على Node.js
- WURFL
- XBlock
- YottaDB [11] قاعدة بيانات NoSQL هرمية. جميع البرامج في إطار مشروع YottaDB (على سبيل المثال ، Octo ) هي أيضًا AGPL v3.
- زرافة (برنامج)[12]